# American Idol
American Idol je americká reality-pěvecká soutěž, kterou vytvořil Simon Fuller. Produkovala ji společnost 19 Entertainment, distributorem byla firma FremantleMedia North America. Dne 11. června 2002 ji začala vysílat televize Fox jako přídavek k formátu idolů na základě britského pořadu Pop Idol (na její bázi vznikly i soutěže Česko hledá SuperStar a Česko Slovenská Superstar). Od té doby se American Idol stal jedním z nejúspěšnějších pořadů v historii americké televize. Vítězové určeni diváky v patnácti sériích jsou:  Kelly Clarkson, Ruben Studdard, Fantasia Barrino, Carrie Underwood, Taylor Hicks, Jordin Sparks, David Cook, Kris Allen, Lee DeWyze, Scotty McCreery,Phillip Phillips, Candice Glover, Caleb Johnson, Nick Fradiani a Trent Harmon. Na slovensku byla táto soutěž vysílana na stanici Jednotka pod názvem Americká Superstar.

## Porota a moderátoři

### Porota
Původní porota se skládala z hudebního manažera a nahrávacího producenta Randyho Jacksona, zpěvačky a choreografky Pauly Abdul a hudebního manažera Simona Cowella. V poslední sérii v porotě seděli country zpěvák Keith Urban, zpěvačka a herečka Jennifer Lopez a jazzový zpěvák Harry Connick, Jr. V předchozích sériích byli porotci například rapperka Nicki Minaj, zpěvačka Mariah Carey, moderátorka Ellen DeGeneres nebo producentka Kara DioGuardi.

### Moderátoři
První sérii moderovali Ryan Seacrest a Brian Dunkleman, další série už moderoval Seacrest sám.

## Proces výběru

### Způsobilost
Soutěžící se mohou do soutěže přihlásit pokud jsou ve věku 15 až 28 let. V prvních třech sériích byl minimální věk 16 a maximální věk 24, ale horní limit byl navýšen ve čtvrté sérii na 28 a spodní limit byl snížen na 15 v desáté sérii. Soutěžící musí být rezidenti Spojených států amerických a nemohli se již zúčastnit soutěže, pokud se v předchozích sériích dostali do pokročilejšího stádia soutěže a pokud měli nahrávací smlouvu.

### První konkurzy
Soutěžící museli projetí třemi stadii konkurzů. Prvním byl krátký konkurz s pár dalšími soutěžícími před porotou, která se mohla skládat z producentů soutěže. Přesto, že se konkurzů v každém městě zúčastnilo přes 10 000, pouze pár stovek z nich si zazpívalo před producenty, kteří je nemuseli poslat dál. Když se dostali přes „konkurz producent“ mohli nastoupit před porotu, což je jediný konkurz, který je viděn na televizních obrazovkách. Ti, vybraní porotou jsou poslání do Hollywoodu.

### Hollywoodský týden a Lasvegaské kolo
V Hollywoodu soutěžící vystupovali individuálně či ve skupinách v několika kolech. Do desáté série byly tři kola eliminace. V prvním kole soutěžící vytvořili skupiny, ale vystupovali individuálně. V dalším kole soutěžící utvořili menší skupiny a vystoupili se společnou písničkou. V posledním kole soutěžící vystoupil sám s písničkou, kterou si sám vybral a mohl ji zpívat a capella nebo s kapelou – různé v každé sérii. Ve druhé a třetí sérii byli soutěžící požádání, aby napsali vlastní písničku nebo složili melodii po prvním kole. V sedmé sérii soutěžící mohli po sólo vystoupení a po souhlasu poroty přeskočit druhé kolo a mohli rovnou do kola posledního. Ve dvanácté sérii výkonní producenti soutěžící rozdělili na ženy a muže a vybrali členy, kteří utvořili skupiny ve skupinovém kole.
V desáté a jedenácté sérii bylo další kolo v Las Vegas, kde soutěžící vystoupili ve skupinách podle tématu, následovalo poslední sólové kolo. Na konci soutěže bylo 24 až 36 soutěžících vybráno do semifinálového kola. Ve dvanácté sérii přišla kola Náhlé smrti, kde porota musela vybrat pět dívek a pět chlapců každý večer (čtyři večery), aby vytvořili semifinálovou top 20. Ve třinácté sérii bylo přidané kolo nazvané „Hollywood nebo domů“, kde soutěží, u kterých si porota nebyla až tak jistá, museli vystoupit hned po přistání v Los Angeles a byli požádáni, aby vystoupili, a ti kteří tak nezaujali, byli posláni zpět domů, bez toho, aby se dostali do Hollywoodu.

### Semifinále
První tři série byli semifinalisté rozděleni do různých skupin a vystupovali ve svém večeru. V první sérii byly tři skupiny po deseti, kdy top tři soutěžích z každého večera postoupila do finále. Ve druhé a třetí sérii byli čtyři skupiny po osmi a top dvojka postoupila do finále. Tyhle série také nabízeli kola Divoké karty, kde soutěžící, kteří nepostoupili, dostali další šanci. Od sedmé série byli soutěžící rozděleni podle pohlaví.

### Finálová kola
Finálová kola vysílalo CBS Television City v Los Angeles živě, před diváky. Finále trvalo osm týdnů a v první sérii, jedenáct v dalších sériích až do desáté a jedenácté, které trvaly týdnů dvanáct, dvanáctá série trvala deset týdnů a třináctá trvala třináct týdnů. Každý soutěžící vystoupil z písničkou podle tématu týdne například: disco, Michael Jackson, The Beatles, velké skupiny etc.

### Velké finále
Dvouhodinová finálová epizoda série, kde se rozhodlo o vítězovi se vysílala z Dolby Theatre v první, třetí až šesté, čtrnácté a patnácté řadě. V Gibson Amphitheatre se konalo finále druhé řady. Od sedmé do třinácté řady se vysílalo z Nokia Theatre, které má kapacitu více než 7 000 diváků.

### Odměna pro vítěze
Vítěz získává nahrávací smlouvu a kontrakt s 19 Management. Všichni vítězové vydělali za první rok od výhry nejméně jeden milion dolarů. I ti co nevyhráli získali nahrávací smlouvy s velkými společnostmi, ti co skončili na druhém místě mohli čekat nejméně smlouvu na singl. Od čtrnácté série soutěžící získávali smlouvy s Big Machine Records. Do té doby se podepisovaly smlouvy s BMG/Sony (1.–9. série) a UMG (10.–15. série).

## Přehled sérii
| Série | Vysílání                         | Porota                                                    | Moderátoři                    | 1. místo         | Singl                    | 2. místo        |
| ----- | -------------------------------- | --------------------------------------------------------- | ----------------------------- | ---------------- | ------------------------ | --------------- |
| 1.    | 11. června 2002 – 4. září 2002   | Paula Abdul Simon Cowell Randy Jackson                    | Ryan Seacrest Brian Dunkleman | Kelly Clarkson   | „A Moment Like This“     | Justin Guarini  |
| 2.    | 21. ledna 2003 – 21. května 2003 | Paula Abdul Simon Cowell Randy Jackson                    | Ryan Seacrest                 | Ruben Studdard   | „Flying Withou Wings“    | Clay Aiken      |
| 3.    | 19. ledna 2004 – 26. května 2004 | Paula Abdul Simon Cowell Randy Jackson                    | Ryan Seacrest                 | Fantasia Barrino | „I Believe“              | Diana DeGarmo   |
| 4.    | 18. ledna 2005 – 25. května 2005 | Paula Abdul Simon Cowell Randy Jackson                    | Ryan Seacrest                 | Carrie Underwood | „Inside Your Heaven“     | Bo Bice         |
| 5.    | 17. ledna 2006 – 24. května 2006 | Paula Abdul Simon Cowell Randy Jackson                    | Ryan Seacrest                 | Taylor Hicks     | „Do I Make You Proud“    | Kathrine McPhee |
| 6.    | 16. ledna 2007 – 23. května 2007 | Paula Abdul Simon Cowell Randy Jackson                    | Ryan Seacrest                 | Jordin Sparks    | „This Is My Now“         | Blake Lewis     |
| 7.    | 15. ledna 2008 – 21. května 2008 | Paula Abdul Simon Cowell Randy Jackson                    | Ryan Seacrest                 | David Cook       | „The Time of My Life“    | David Archuleta |
| 8.    | 14. ledna 2009 – 20. května 2009 | Paula Abdul Simon Cowell Kara DioGuardi Randy Jackson     | Ryan Seacrest                 | Kris Allen       | „No Boundaries“          | Adam Lambert    |
| 9.    | 12. ledna 2010 – 26. května 2010 | Simon Cowell Ellen DeGeneres Kara DioGuardi Randy Jackson | Ryan Seacrest                 | Lee DeWyze       | „Beautiful Day“          | Crystal Bowesox |
| 10.   | 19. ledna 2011 – 25. května 2011 | Randy Jackson Jennifer Lopez Steven Tyler                 | Ryan Seacrest                 | Scotty McCreery  | „I Love You This Big“    | Lauren Alaina   |
| 11.   | 18. ledna 2012 – 23. května 2012 | Randy Jackson Jennifer Lopez Steven Tyler                 | Ryan Seacrest                 | Phillip Phillips | „Home“                   | Jessica Sanchez |
| 12.   | 16. ledna 2013 – 16. května 2013 | Randy Jackson Jennifer Lopez Nicki Minaj Keith Urban      | Ryan Seacrest                 | Candice Glover   | „I Am Beautiful“         | Kree Harrison   |
| 13.   | 15. ledna 2014 – 21. května 2014 | Jennifer Lopez Keith Urban Harry Connick, Jr.             | Ryan Seacrest                 | Caleb Johnson    | „As Long as You Love Me“ | Jena Irene      |
| 14.   | 4. ledna 2015 – 13. května 2015  | Jennifer Lopez Keith Urban Harry Connick, Jr.             | Ryan Seacrest                 | Nick Fradini     | „Beautiful Life“         | Clark Beckham   |
| 15.   | 6. ledna 2016 – 7. dubna 2016    | Jennifer Lopez Keith Urban Harry Connick, Jr.             | Ryan Seacrest                 | Trent Harmon     | „Falling“                | La'Porsha Renae |